# Negro spiritual
Negro spiritual (în engleză pronunție în engleză [ˈniːgroʊ ˈspɪrɪt͡ʃuəl], numit și spiritual) este un tip de cântec folcloric de factură religioasă creat de sclavii negri africani din sudul SUA începând de prin anii 1670. La originea sa stau imnuri creștine protestante cu modificări de ritm și armonie sub influența tradițiilor africane. Piesele se remarcă printr-un dialog între un solist vocal și un grup coral.
Negro spirituals au constituit una dintre sursele jazzului. O variantă modernă de negro spirituals este muzica gospel, apărută în anii 1940.
Pentru texte, sclavii negri au preluat motive religioase din Biblie, găsind în ele speranța de mântuire. Cântatul textelor este puternic influențat de dialectul tipic afro-american, iar melodiile sunt interpretate cu improvizații sofisticate. Cel mai distinct factor al acestor melodii este ritmul, care este caracterizat de sincope. Pe când albii puneau accentul pe melodie în muzica religioasă, afro-americanii își exprimau sentimentele prin combinații de ritmuri nuanțate, create într-o stare de exuberanță extatică colectivă.